# Aequornis traversei
Aequornis traversei — викопний вид морських птахів вимерлої родини костезубих (Pelagornithidae), що існував в еоцені (48-40 млн років тому). Рештки птаха знайдені у відкладеннях формації Кпогаме-Гаготое в Того.